# Antoniów (gmina Kłomnice)
Antoniów – osada leśna w Polsce położona w województwie śląskim, w powiecie częstochowskim, w gminie Kłomnice.
Pod koniec XIX wieku majątek Janaszów zakupili bracia Jan i Edward Reszkowie, znani śpiewacy operowi.